# Дэхун-Дай-Качинский автономный округ
Дэхун-Дай-Качинский автономный округ — (кит. упр. 德宏傣族景颇族自治州, пиньинь Déhóng Dǎizú Jǐngpōzú zìzhìzhōu) — автономный округ в провинции Юньнань, Китай.

## История
После вхождения провинции Юньнань в состав КНР в 1950 году был образован Специальный район Баошань (保山专区), и эти места вошли в его состав; на тот момент из административных структур на этой территории были 6 временных управ.
Постановлением Госсовета КНР от 21 ноября 1952 года Лусиская временная управа (潞西设治局) была преобразована в уезд Луси (潞西县), Лянхэская временная управа (梁河设治区) — в Лянхэ-Дай-Качинский автономный район (梁河县傣族景颇族自治区), Инцзянская временная управа (盈江设治区) — в уезд Инцзян, Жуйлиская временная управа (瑞丽设治局) — в уезд Жуйли (瑞丽县), Ляньшаньская временная управа (莲山设治区) — в уезд Ляньшань (莲山县), Лунчуаньская временная управа (陇川设治区) — в уезд Лунчуань.
Постановлением Госсовета КНР от 6 декабря 1952 года посёлок Ваньдин (畹町镇) был выведен из состава уезда Луси и подчинён напрямую властям специального района.
Постановлением Госсовета КНР от 12 июня 1954 года Лянхэ-Дай-Качинский автономный район был преобразован в уезд Лянхэ.
Постановлением Госсовета КНР от 11 сентября 1952 года (вступило в силу 23 января 1953 года) посёлок Ваньдин и уезды Луси, Инцзян, Ляньшань, Лунчуань, Жуйли и Лянхэ были выделены  из Специального района Баошань, образовав Дэхун-Дай-Качинский автономный район окружного уровня (德宏傣族景颇族自治区（地级）).
Постановлением Госсовета КНР от 29 апреля 1956 года Дэхун-Дай-Качинский автономный район и Специальный район Баошань были объединены в Дэхун-Дай-Качинский автономный округ.
В октябре 1958 года уезд Лянхэ был расформирован, а его территория распределена между уездами Тэнчун, Лунчуань, Инцзян и Луси. В ноябре 1958 года уезд Лунчуань был присоединён к уезду Жуйли, но в ноябре 1959 года он был воссоздан. В сентябре 1960 года уезд Ляньшань был присоединён к уезду Инцзян. В апреле 1961 года был воссоздан уезд Лянхэ.
Постановлением Госсовета КНР от 1 декабря 1962 года из уезда Баошань был выделен уезд Шидянь.
Постановлением Госсовета КНР от 18 декабря 1963 года был вновь создан Специальный район Баошань, в состав которого из Дэхун-Дай-Качинского автономного округа перешли уезды Баошань, Шидянь, Лунлин, Тэнчун и Чаннин.
В ноябре 1969 года Дэхун-Дай-Качинский автономный округ был присоединён к Специальному району Баошань.
В 1970 году Специальный район Баошань был переименован в Округ Баошань (保山地区).
В ноябре 1971 года был воссоздан Дэхун-Дай-Качинский автономный округ.
Постановлением Госсовета КНР от 31 января 1985 года посёлок Ваньдин был преобразован в городской уезд Ваньдин (畹町市).
26 июня 1992 года уезд Жуйли был преобразован в городской уезд.
28 октября 1996 года уезд Луси был преобразован в городской уезд.
Постановлением Госсовета КНР от 1 января 1999 года городской уезд Ваньдин был присоединён к городскому уезду Жуйли.
Постановлением Госсовета КНР от 12 июля 2010 года городской уезд Луси был переименован в Манши.

## Административное деление
Округ делится на 2 городских уезда и 3 уезда:
| Карта                             | Карта    | Карта     | Карта          | Карта            | Карта         |
| --------------------------------- | -------- | --------- | -------------- | ---------------- | ------------- |
| Жуйли Манши Лянхэ Инцзян Лунчуань |          |           |                |                  |               |
| Статус                            | Название | Иероглифы | Пиньинь        | Население (2010) | Площадь (км²) |
| Городской уезд                    | Жуйли    | 瑞丽市    | Ruìlì shì      |                  |               |
| Городской уезд                    | Манши    | 芒市      | Máng shì       |                  |               |
| Уезд                              | Лянхэ    | 梁河县    | Liánghé xiàn   |                  |               |
| Уезд                              | Инцзян   | 盈江县    | Yíngjiāng xiàn |                  |               |
| Уезд                              | Лунчуань | 陇川县    | Lǒngchuān xiàn |                  |               |

## Население
Национальный состав (2000):
| Народ   | Численность | Доля    |
| ------- | ----------- | ------- |
| Китайцы | 548 403     | 50,66 % |
| Дайцы   | 326 260     | 30,14 % |
| Качины  | 124 822     | 11,53 % |
| Ачаны   | 26 909      | 2,49 %  |
| Лису    | 26 267      | 2,43 %  |
| Палаунг | 12 870      | 1,19 %  |

## Культура
Народность лису сохраняет такие традиционные праздники, как «восхождение на гору ножей» (подъём на высоту по клинкам) и «прохождение через огонь» (бег по раскаленным углям).
Среди представителей народности дай развита резьба по фруктам, а также популярен Праздник обливания водой.